# Boliwariański Ruch Rewolucyjny-200

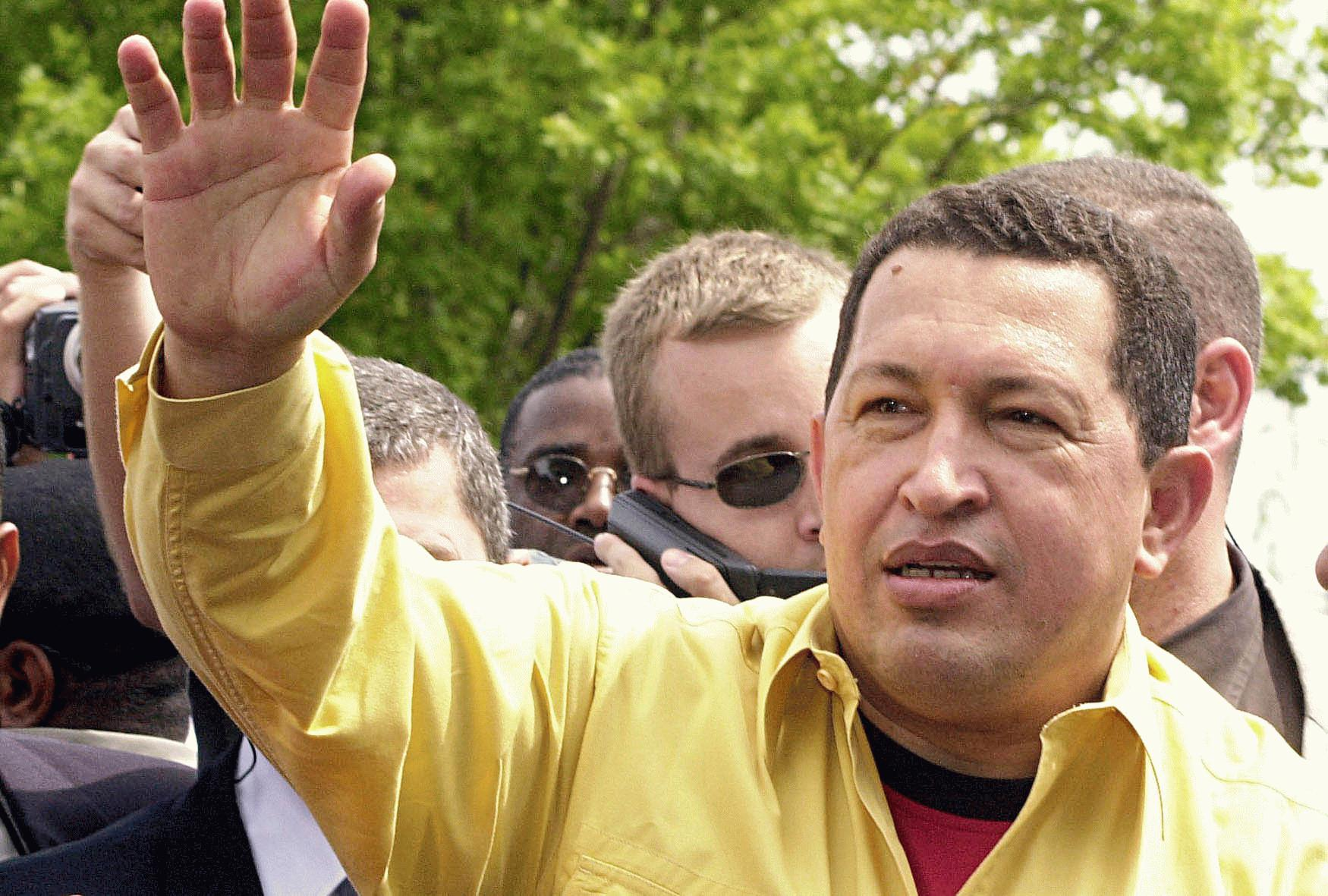
Hugo Chávez, jeden z liderów Boliwariańskiego Ruchu Rewolucyjnego-200

Boliwariański Ruch Rewolucyjny-200 (hiszp. Movimiento Revolucionario Bolivariano-200) – tajna lewicowa organizacja polityczno-wojskowa założona w 1983 przez Hugo Cháveza Friasa, Jesusa Urdanetę i Felipe Acostę Carlesa. Za cel stawiała sobie obalenie systemu Punto Fijo i przeprowadzenie gruntownych zmian ustrojowych i społecznych w państwie.
Boliwariański Ruch Rewolucyjny-200 powstał 24 lipca 1983. Jego twórcami byli trzej wenezuelscy wojskowi - Hugo Chávez, Jesus Urdaneta i Felipe Acosta Carles. Liczba 200 w nazwie organizacji nawiązywała do dwusetnej rocznicy urodzin Simóna Bolívara. Organizacja była tajna, utrzymywała kontakty z lewicowymi partiami La Causa Radical i Movimiento al Socialismo. Mimo faktu, że liderzy grupy nie byli w stanie rozwinąć szerszej działalności (wszyscy służyli w garnizonach na wenezuelskiej prowincji), ich sprzeciw wobec systemu Punto Fijo był znany; w 1989 Chávez został na krótko aresztowany, podejrzewany o przygotowywanie zamachu na prezydenta kraju. Z braków dowodów zwolniono go.
W 1991 działacze Boliwariańskiego Ruchu Rewolucyjnego-200 podjęli decyzję o przeprowadzeniu zamachu stanu. Próba zbrojnego przejęcia władzy 4 lutego 1992 zakończyła się jednak klęską, liderzy przewrotu znaleźli się w więzieniu. W ciągu dwuletniego odosobnienia Hugo Chávez miał możliwość kontaktów z wenezuelskimi działaczami lewicowymi. W 1994 został zwolniony na polecenie prezydenta Rafaela Caldery. W tym samym roku Chávez ogłosił przekształcenie Boliwariańskiego Ruchu Rewolucyjnego-200 w Ruch Piątej Republiki.